# Такаџи Мори
Такаџи Мори (јап. 森 孝慈; 24. новембар 1943 — 17. јул 2011) био је јапански фудбалер.

## Каријера
Током каријере је играо за Мицубиши.

## Репрезентација
За репрезентацију Јапана дебитовао је 1966. године. Учествовао је и на олимпијским играма 1964. и олимпијским играма 1968. За тај тим је одиграо 56 утакмица и постигао 2 гола.

## Статистика
| Јапан  | Јапан   | Јапан  |
| Година | Наступи | Голови |
| ------ | ------- | ------ |
| 1966.  | 4       | 0      |
| 1967.  | 5       | 1      |
| 1968.  | 4       | 0      |
| 1969.  | 4       | 0      |
| 1970.  | 13      | 0      |
| 1971.  | 3       | 0      |
| 1972.  | 8       | 0      |
| 1973.  | 1       | 1      |
| 1974.  | 1       | 0      |
| 1975.  | 9       | 0      |
| 1976.  | 4       | 0      |
| Укупно | 56      | 2      |